# Austin Tice
Pour les articles homonymes, voir Tice (homonymie).
Austin Bennett Tice est un journaliste indépendant américain et vétéran du Corps des Marines des États-Unis, né le 11 août 1981. Correspondant de guerre pour le Washington Post et l'Agence France-Presse, il est kidnappé alors qu'il effectue un reportage en Syrie le 13 août 2012, lors d'un raid de l'armée syrienne à Daraya. Les informations obtenues par le renseignement permettent peu à peu d'affirmer qu'il est détenu par le gouvernement syrien, qui nie pourtant tout incarcération. Lors de l'offensive rebelle en 2024, alors que plusieurs prisons sont prises par l'opposition et les détenus libérés, les parents d'Austin Tice affirment le 7 décembre qu'il va bien.

## Jeunesse et éducation

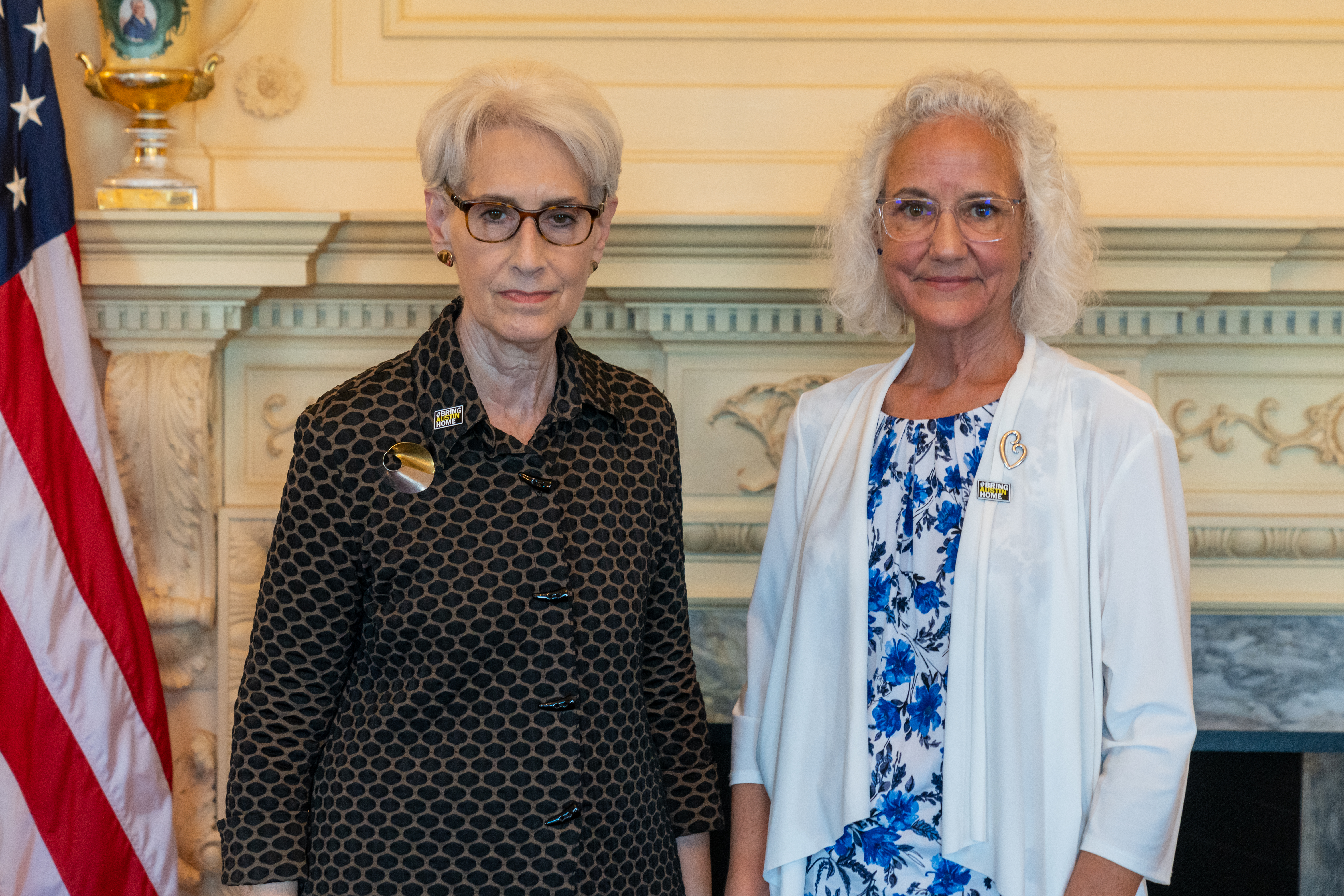
Debra Tice (à droite), mère d'Austin Tice, avec la secrétaire d'État adjointe américaine Wendy Sherman (à gauche) en 2022

Austin Tice est originaire de Houston, au Texas, il est l'aîné de sept frères et sœurs. Il est un Eagle Scout et grandit en rêvant de devenir correspondant international pour la radio publique nationale NPR,. À l'âge de 16 ans, Austin Tice entre à l'Université de Houston pendant un an, puis est transféré et diplômé de l' École Edmund A. Walsh de l'Université de Georgetown en 2002. Il effectue deux années d'études au Georgetown University Law Center avant de partir en Syrie comme journaliste indépendant pendant les vacances d'été précédant sa troisième et dernière année d'études de droit.

## Carrière
Austin Tice était auparavant un officier d'infanterie du Corps des Marines des États-Unis, ayant servi en Irak et en Afghanistan. Il quitte le service actif en tant que capitaine mais reste dans la réserve du Corps des Marines.
Le père de Tice a déclaré : « Il entendait des rapports en provenance de Syrie disant que ceci et cela se produisaient, mais cela ne pouvait pas être confirmé parce qu'il n'y avait pas vraiment de journalistes sur le terrain. Et il a dit : « Vous savez, c'est une histoire que le monde doit connaître. ».
Il est l'un des rares journalistes étrangers à couvrir la situation en Syrie pendant l'intensification de la guerre civile après le soulèvement populaire de 2011. Il entre dans le pays en mai 2012 et traverse le centre de la Syrie, fournissant des dépêches sur le champ de bataille avant d'arriver à Damas fin juillet 2012. Le reportage d'Austin Tice lui vaut de nombreux abonnés sur Twitter ; il arrête de tweeter après le 11 août 2012.
Austin Tice est l'un des premiers correspondants américains à être témoin des affrontements entre les rebelles syriens. Sa couverture du conflit, ainsi que celles d'autres journalistes, est citée comme ayant contribué à ce que McClatchy remporte un prix George Polk du reportage de guerre pour sa couverture de la guerre civile en Syrie.

## Enlèvement et disparition forcée en Syrie
Austin Tice travaillait comme journaliste indépendant pour McClatchy, The Washington Post, CBS et d'autres médias internationaux lorsqu'il est enlevé à Daraya, en Syrie. Il n'y a aucun contact immédiat de la part d'Austin Tice ou de ses ravisseurs, mais en septembre 2012, une vidéo de 47 secondes d'Austin Tice les yeux bandés et ligoté est diffusée,.
En octobre 2012, un porte-parole américain déclare que, sur la base des informations limitées dont il dispose, il semble que Tice soit détenu par le gouvernement syrien. Pour autant, aucun gouvernement ou groupe ne revendique détenir Austin Tice.
En février 2015, Reporters sans frontières (RSF) lance la campagne #freeaustintice. Depuis septembre 2012, RSF accompagne et conseille sa famille. Ses parents ont demandé à RSF de les aider à sensibiliser l'opinion publique sur la situation de leur fils. RSF s'est associé à l'agence de publicité internationale J. Walter Thompson pour préparer une campagne de sensibilisation du public afin de faire son possible pour faire libérer Austin Tice sain et sauf. La campagne recueille plus de 17 000 signataires et un engagement généralisé sur les réseaux sociaux.
En avril 2018, le FBI augmente sa récompense pour toute information concernant le lieu où se trouve Austin Tice, à un million de dollars et deux responsables américains déclarent qu'Austin Tice aurait survécu à sa captivité prolongée.
En août 2018, un responsable du département d’État américain déclare que le gouvernement américain croit toujours qu'Austin Tice était détenu par le gouvernement syrien ou ses alliés. Concernant une réunion en août entre des responsables de la sécurité américaine et syrienne à Damas, deux sources de haut rang des services de renseignement américains déclarent à Reuters que le « dialogue en cours » avec le gouvernement syrien inclut le sort d'Austin Tice.
En novembre 2018, Reuters a rapporté que Robert C. O'Brien, l'envoyé spécial du président américain pour les affaires des otages, rappelle à la Russie d'« exercer toute l'influence dont elle dispose en Syrie » pour obtenir la libération d'Austin Tice. Le gouvernement syrien déclare qu'il n'est pas au courant du lieu où se trouve Austin Tice.
En décembre 2018, les parents de Tice annoncent lors d'une conférence de presse qu'ils ont reçu de nouvelles informations indiquant que leur fils est toujours en vie, sans donner plus de détails. S'adressant aux journalistes depuis Beyrouth, ils déclarent qu'ils pensent que la meilleure chance de libération d'Austin Tice viendrait de négociations directes entre les gouvernements américain et syrien.
Après que la disparition forcée d'Ausitn Tice fut mentionnée par le président de la Association des correspondants de la Maison Blanche, Steven Portnoy, lors du dîner des correspondants de 2022, le président Joe Biden invite les parents d'Austin Tice à une réunion de 45 minutes à la Maison Blanche, après laquelle les parents déclarent qu'ils espèrent le retour de leur fils. Dans une déclaration publiée pour marquer le dixième anniversaire de la captivité d'Austin Tice, Biden note que le gouvernement américain sait « avec certitude » que le journaliste est détenu par le gouvernement syrien.
Dans une déclaration publiée le 3 mai 2024, Journée mondiale de la liberté de la presse 2024, le président Biden déclare qu'Austin Tice reste otage en Syrie.
En décembre 2024, lors de l'offensive rebelle, des prisons sont ouvertes par les groupes armés rebelles et les détenus sont libérés à Alep, Hama, Soueïda. Le 7 décembre, la mère d'Austin Tice assure savoir que son fils va bien, sans donner d'indication sur le lieu où il se trouve.